# Phumosia callipyga
Phumosia callipyga är en tvåvingeart som beskrevs av Villeneuve 1914. Phumosia callipyga ingår i släktet Phumosia och familjen spyflugor. Inga underarter finns listade i Catalogue of Life.